# L'Emperador (Tarot)

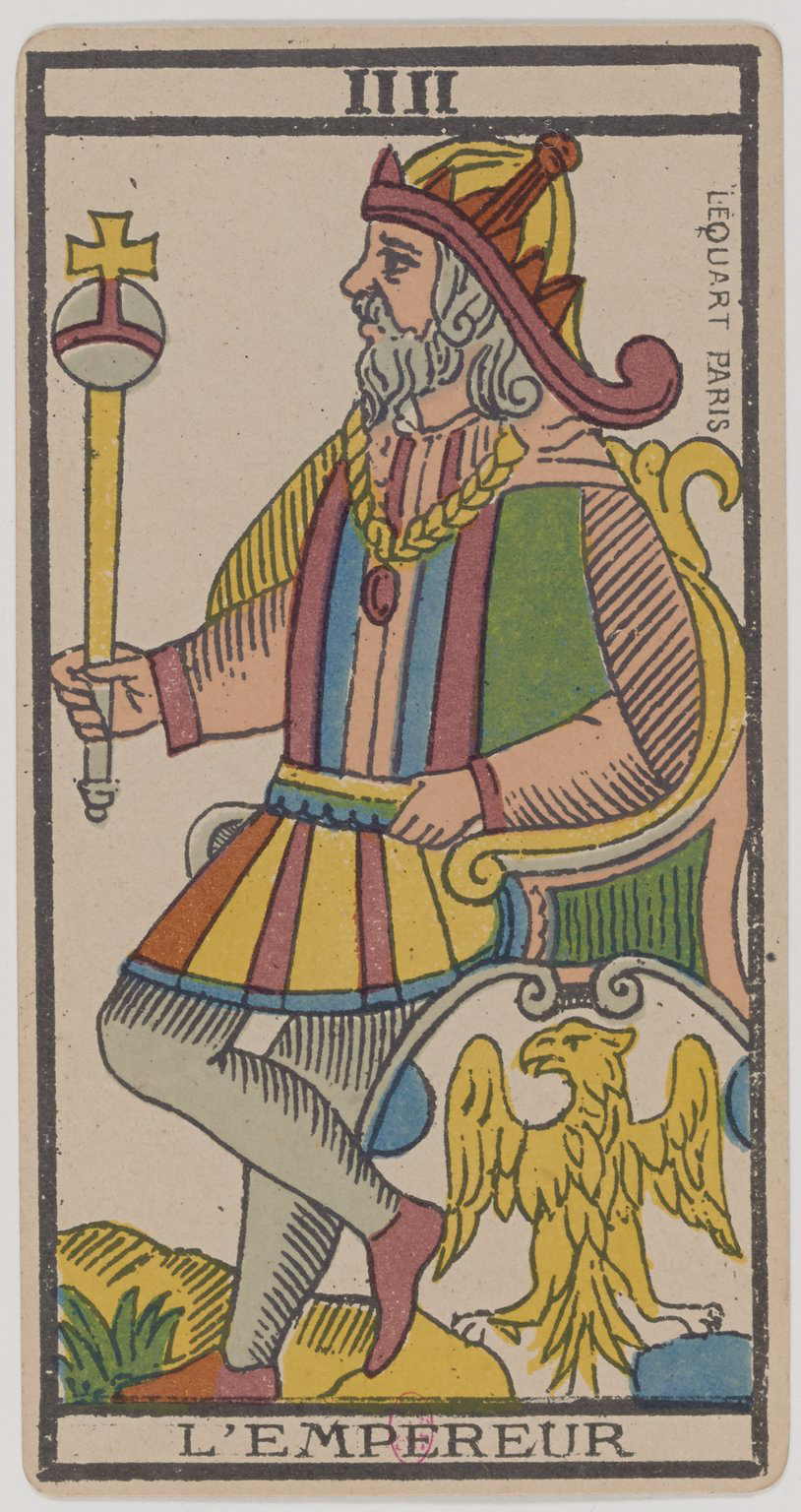
L’Emperador, quart arcà major del tarot. Representació del Tarot de Marsella

L'Emperador (IIII) és el quart trumfo o Arcà Major en les baralles de tarot i s'utilitza tant per als jocs populars de tarot com en la cartomància.
En la major part dels tarots antics, com el Tarot de Marsella o el Tarot Piemontès, s'adopta la grafia IIII per a numerar-lo, si bé els més moderns, com el Tarot Rider-Waite fan servir el nombre IV.

## Descripció
Assegut en un tron amb les cames encreuades hi ha un home coronat, al que veim pel seu perfil esquerre. empunya un ceptre rematat amb el globus i la creu. En primer pla, a la dreta, un escut amb la imatge d'una àguila (que mira cap a l'esquerra, al contrari que la de l'escut de l'Emperadriu) sembla recolzar-se a terra. L'Emperador llueix barba, bigot i cabells blancs i a l'esquena porta una capa. Un collar groc sosté una pedra, o bé un medalló, sobre el seu pit. La seva corona es perllonga extraordinàriament per rere el seu clatell. El seu tron reposa, com passa amb el Mag, en un terreny àrid del que brota una planta.
El Tarot RIder-Waite presenta certes diferències en els elements que componen l'arcà, respecte al Tarot de Marsella descrit en el paràgraf anterior. En aquest cas veim l’Emperador de front, assegut en un tron decorat amb caps de boc, igual que la seva capa. Vesteix armadura i en les mans té els símbols del seu poder: un ceptre en forma d'ankh a la dreta i l'orbe terrestre a l'esquerra. Per altra banda, hi ha elements fonamentals i carregats de simbolisme que són comuns en ambdós patrons, com són la barba i el cabell blanc, la corona o l'aridesa del terreny que l'envolta.

## Interpretació
L'Emperador és el contrari de l'Emperadriu en molts aspectes, si bé ambdós tenen un esperit protector, el manifesten de manera totalment oposada: mentre l'Emperadriu afavoreix la creativitat, el lliure fluir de les aigües, l'Emperador és la figura que regula les activitats. humanes Ella és l'arquetip de la Mare, mentre que ell ho és del Pare, savi en el coneixement del món i de com s'ha de viure amb els altres com si d'una estructura es tractés. No mostra els seus sentiments a través de les emocions, sino que ho fa a través de regles estrictes però justes. L'Emperador és una carta de llei i ordre, però amb el seu lideratge també guia, aconsella i dona seguretat. Sovint parla d'una persona concreta, com podria ser un pare, un cap, un líder, etc.
Que el seu nombre sigui el 4 no és casual: el seu món és quadriculat i ferme. Això fa que, en situacions caòtiques o desordenades, la seva ajuda esdevingui molt necessària, però també que, en moments de control, la presència d'aquest arcà pugui indicar una rigidesa excessiva.
Jodorowsky insisteix en el lligam d'aquest personatge amb el món físic, no només arrel del seu nombre, sinó també pel característic creuament de les seves cames, formant una creu. És una carta que parla d'estabilitat, però que també suggereix una figura paterna, un guia que ens pugui orientar. Tot i així, aquesta ajuda serà sempre referent al món físic, ja que és massa "quadriculat" com per a poder entendre o aprofundir en les qüestions espirituals.
Segons La clau pictòrica del Tarot de A.E. Waite, la carta de l'Emperador porta diverses associacions adivinatòries: estabilitat, potència, protecció, realització; una gran persona; ajut, raó, convicció també autoritat i voluntat. Per altra banda, si apareix invertit pot parlar de: benevolència, compassió, crèdit; també confusió als enemics, obstrucció, immaduresa.
| Precedit per: L'Emperadriu (III) | Arcans majors del Tarot | Succeït per: El Papa (V) |

L’Emperador (IIII)
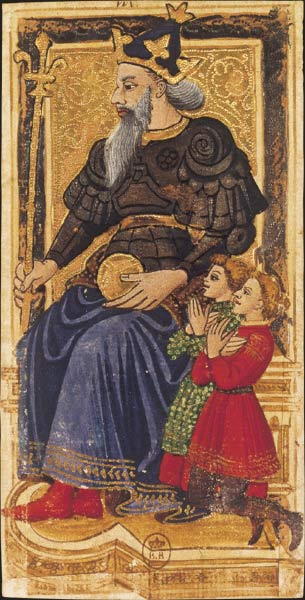
Baralla de Carles VI, segle XV.
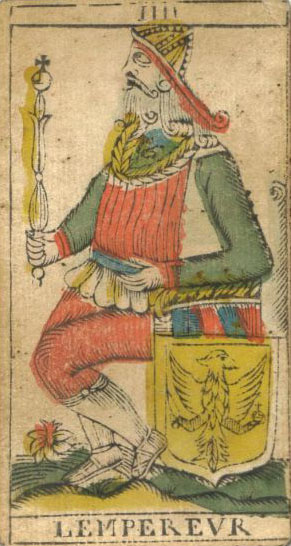
Tarot de Besançon, cap a 1820 –1830.
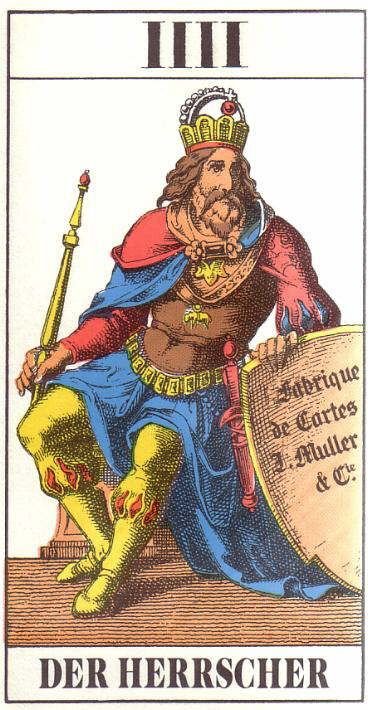
Tarot 1JJ, entre 1831 i 1838.
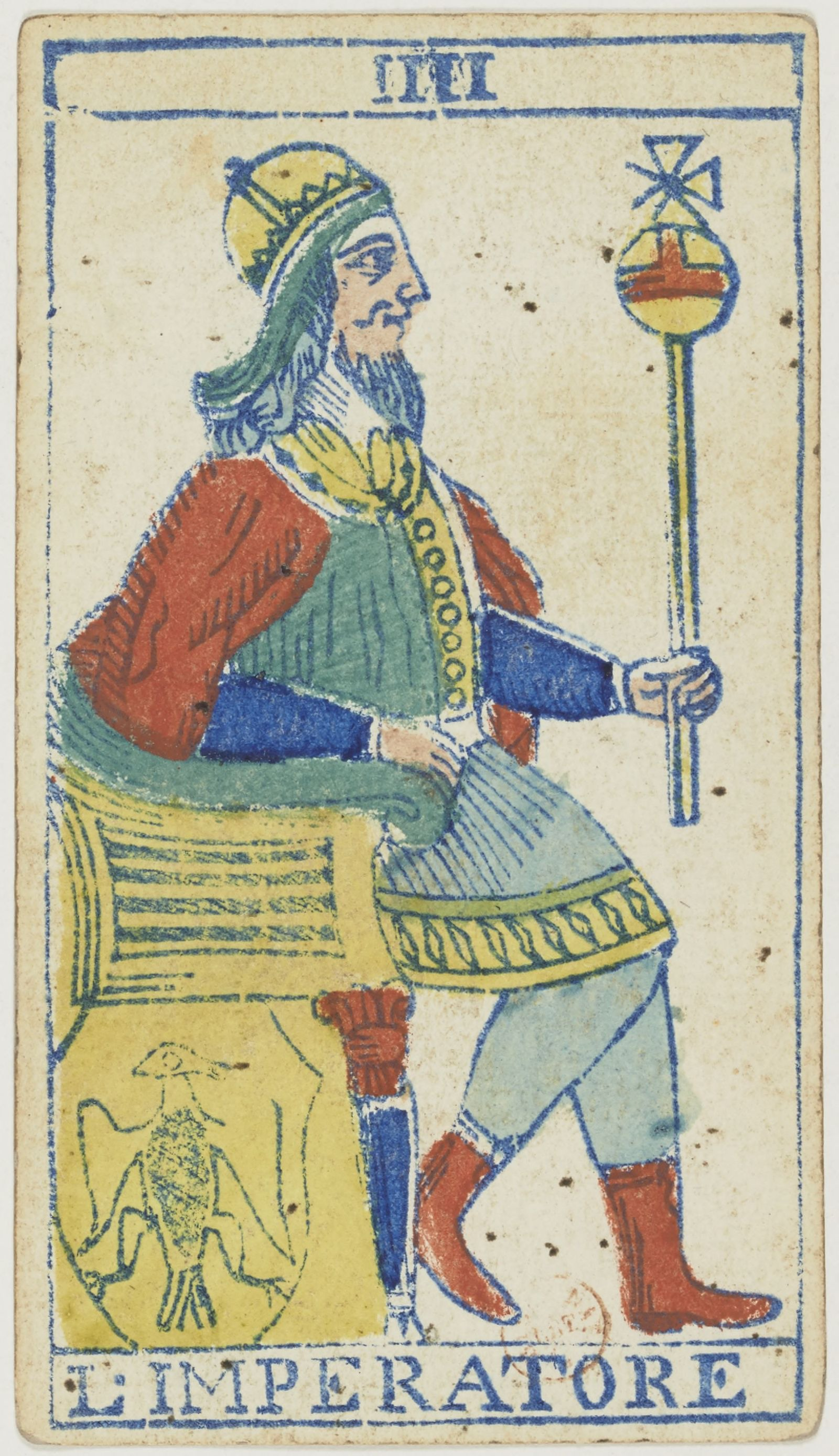
Tarot Piemontès, 1865.
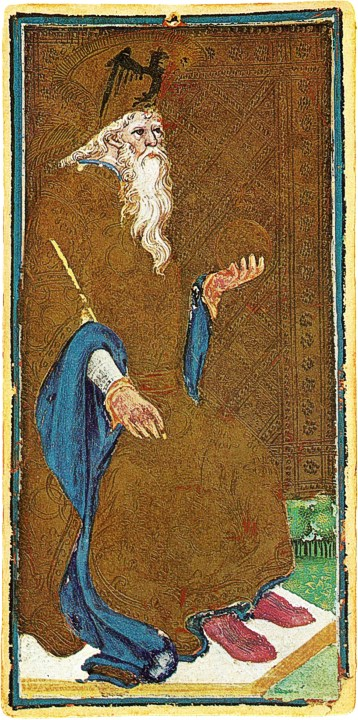
Tarot Visconti-Sforza, entre 1440 i 1470.
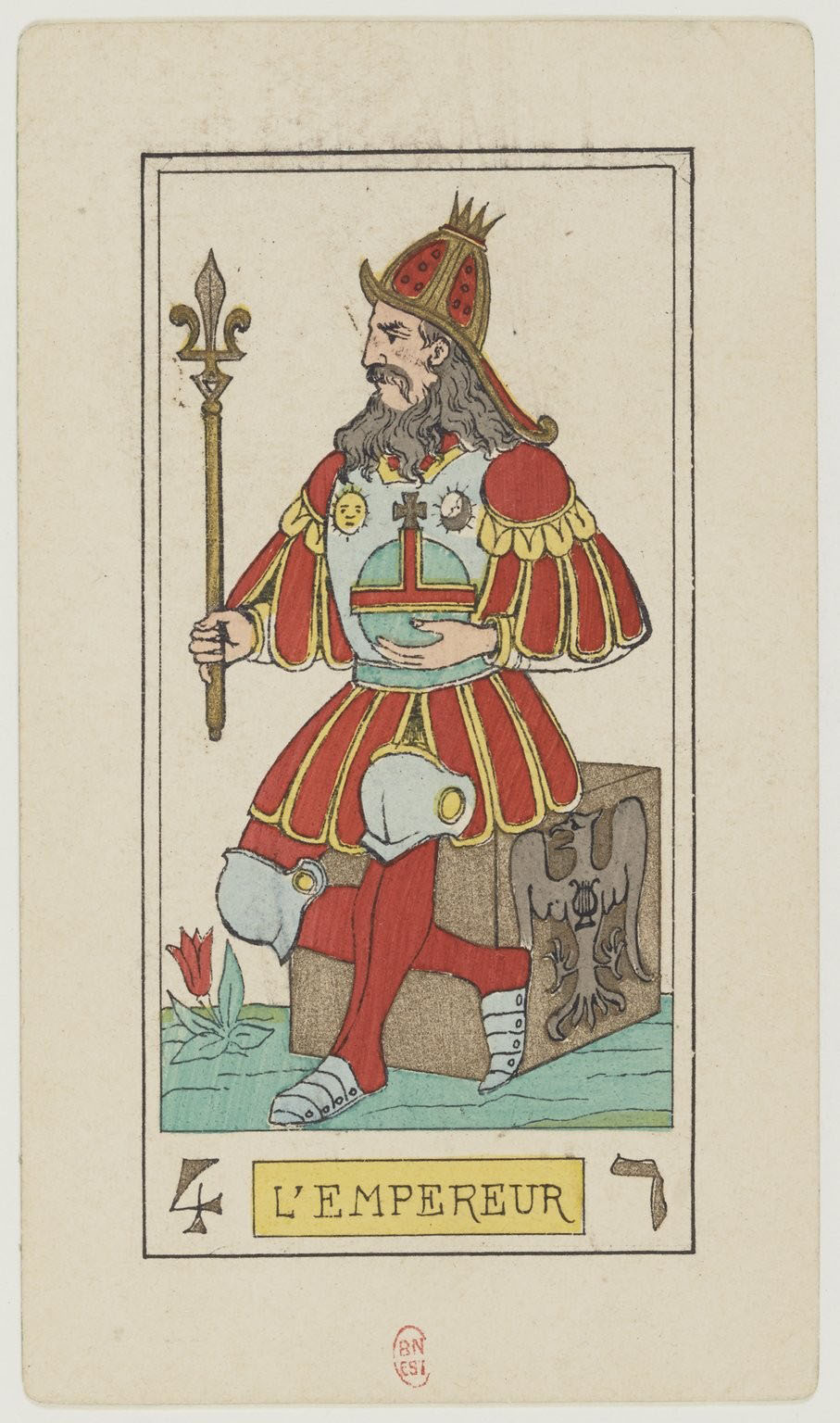
Tarot d'Oswald Wirth, 1889.
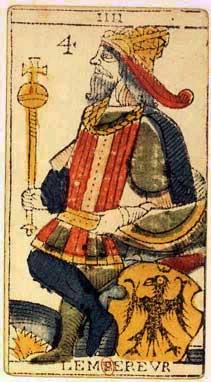
Tarot de Jean Dodal, entre 1701 i 1715.
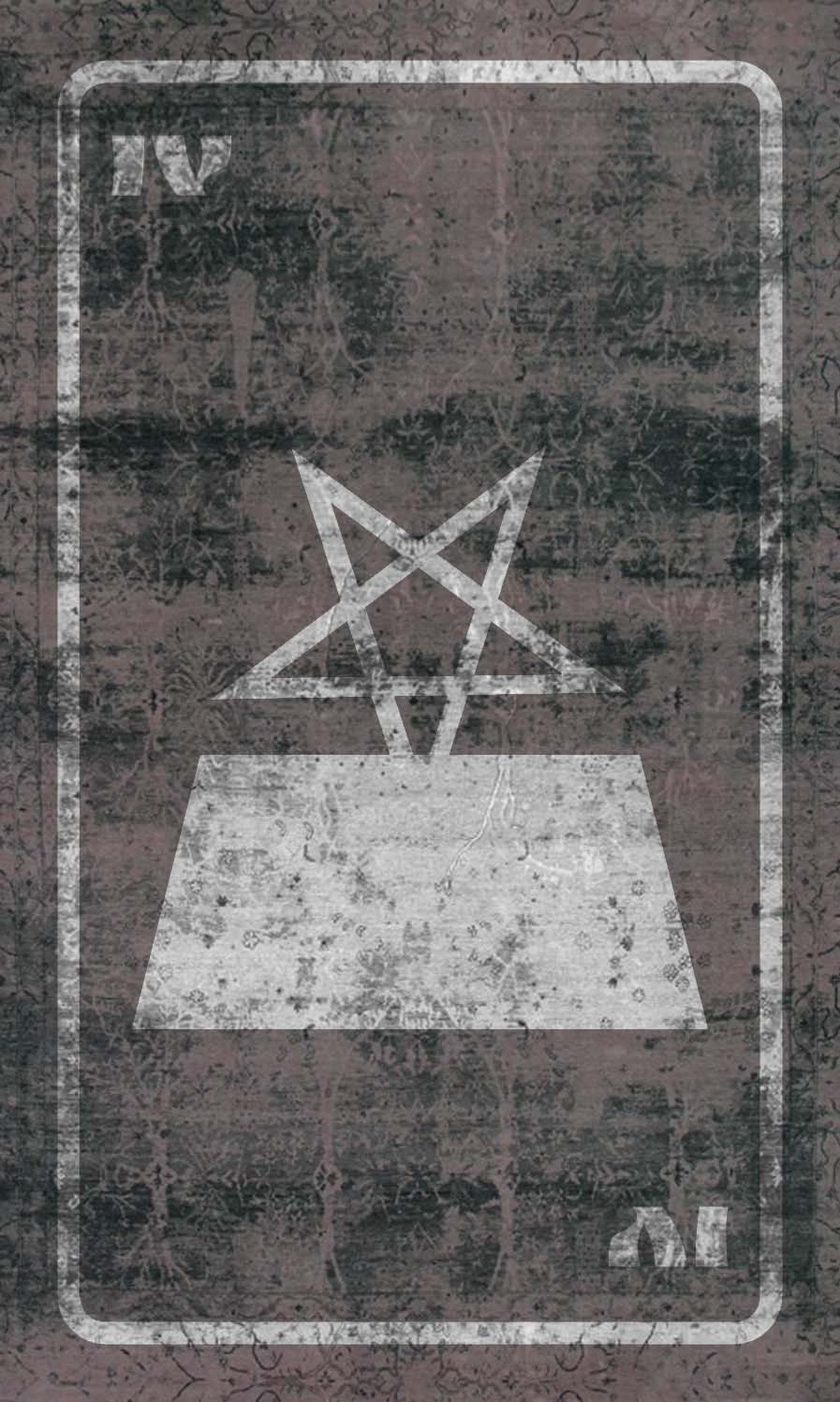
Tarot Satànic, 1996.
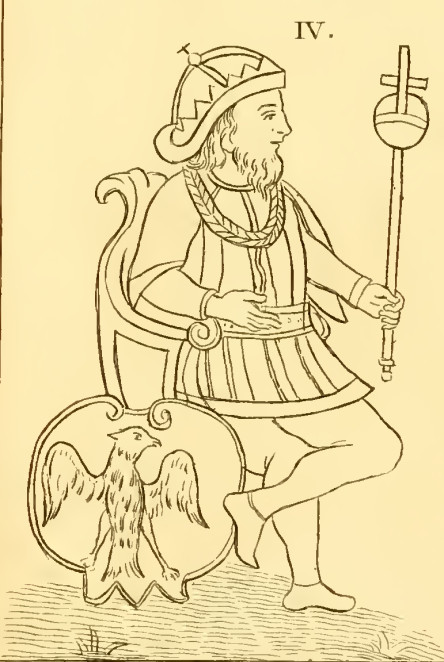
Disseny del trumfo del tarot d'Antoine Court de Gébelin per al seu assaig Du Jeu des Tarots, 1781.
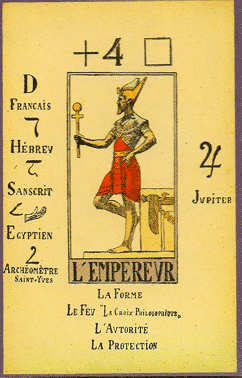
Disseny de l'arcà per al llibre de Papus Le Tarot Divinatoire. Le Livre des Mystères et les Mystères du Livre. Clef du tirage des cartes et des sorts. Avec la reconstitution complète des 78 lames du Tarot Égyptien et de la méthode d'interprétation. Les 22 arcanes majeurs et les 56 arcanes mineurs (1909).